# Лауреати Державної премії України в галузі науки і техніки (1974)
Державна премія України в галузі науки і техніки — лауреати 1974 року.
На підставі подання Комітету з Державних премій України в галузі науки і техніки Центральний Комітет Компартії України і Рада Міністрів Української РСР видали Постанову № 553 від 4 грудня 1974 р. «Про присудження Державних премій України в галузі науки і техніки 1974 року»

## Лауреати Державної премії України в галузі науки і техніки 1974 року
| Премійована робота | Лауреати                            | Коротко про лауреата |
| --- | ----------------------------------- | --- |
| Підручник «Технология строительного производства», опублікований у 1972 і 1973 роках                                                         | Кліндух Олександр Михайлович        | кандидат технічних наук, доцент Київського інженерно-будівельного інституту |
| Підручник «Технология строительного производства», опублікований у 1972 і 1973 роках                                                         | Альперович Семен Зіновійович        | кандидат технічних наук, доцент Київського інженерно-будівельного інституту |
| Підручник «Технология строительного производства», опублікований у 1972 і 1973 роках                                                         | Литвинов Олімпій Олімпійович        | завідувач кафедрою Київського інженерно-будівельного інституту |
| Підручник «Технология строительного производства», опублікований у 1972 і 1973 роках                                                         | Піщаленко Юрій Опанасович           | кандидат технічних наук, доцент Київського інженерно-будівельного інституту |
| Підручник «Технология строительного производства», опублікований у 1972 і 1973 роках                                                         | Таукач Георгій Леонідович           | кандидат технічних наук, доцент Київського інженерно-будівельного інституту |
| Підручник «Технология строительного производства», опублікований у 1972 і 1973 роках                                                         | Гурковський Григорій Михайлович     | доцент Київського інженерно-будівельного інституту |
| Підручник «Технология строительного производства», опублікований у 1972 і 1973 роках                                                         | Севериновський Лазар Михайлович     | асистент, працівник Київського інженерно-будівельного інституту |
| Підручник «Технология строительного производства», опублікований у 1972 і 1973 роках                                                         | Обозний Олексій Павлович            | кандидат технічних наук, доцент |
| Підручник «Технология строительного производства», опублікований у 1972 і 1973 роках                                                         | Шичко Віктор Вікентійович           | доцент |
| Підручник «Технология строительного производства», опублікований у 1972 і 1973 роках                                                         | Макарчук Григорій Іванович          | старший викладач Київського інженерно-будівельного інституту |
| Розробка, освоєння в серійному виробництві та впровадження в експлуатацію багатоцільової радіовимірювальної апаратури                        | Абілов Володимир Захарович          | токар Львівського виробничо-технічного об'єднання імені В. І. Леніна |
| Розробка, освоєння в серійному виробництві та впровадження в експлуатацію багатоцільової радіовимірювальної апаратури                        | Михалевський Віталій Іванович       | начальник лабораторії Львівського виробничо-технічного об'єднання імені В. І. Леніна |
| Розробка, освоєння в серійному виробництві та впровадження в експлуатацію багатоцільової радіовимірювальної апаратури                        | Мазо Марк Григорович                | начальник лабораторії Львівського виробничо-технічного об'єднання імені В. І. Леніна |
| Розробка, освоєння в серійному виробництві та впровадження в експлуатацію багатоцільової радіовимірювальної апаратури                        | Бондар Зіновій Михайлович           | начальник лабораторії Львівського виробничо-технічного об'єднання імені В. І. Леніна |
| Розробка, освоєння в серійному виробництві та впровадження в експлуатацію багатоцільової радіовимірювальної апаратури                        | Полушин Вадим Андрійович            | начальник відділу Львівського виробничо-технічного об'єднання імені В. І. Леніна |
| Розробка, освоєння в серійному виробництві та впровадження в експлуатацію багатоцільової радіовимірювальної апаратури                        | Ішменецький Владислав Володимирович | начальник відділу Львівського виробничо-технічного об'єднання імені В. І. Леніна |
| Розробка, освоєння в серійному виробництві та впровадження в експлуатацію багатоцільової радіовимірювальної апаратури                        | Кухлевський Панас Іванович          | начальник відділу Львівського виробничо-технічного об'єднання імені В. І. Леніна |
| Розробка, освоєння в серійному виробництві та впровадження в експлуатацію багатоцільової радіовимірювальної апаратури                        | Андрохович Антон Амбросійович       | начальник відділу Львівського виробничо-технічного об'єднання імені В. І. Леніна |
| Розробка, освоєння в серійному виробництві та впровадження в експлуатацію багатоцільової радіовимірювальної апаратури                        | Явич Арон Абрамович                 | кандидат економічних наук, старший науковий співробітник Львівського виробничо-технічного об'єднання імені В. І. Леніна                                                                       |
| Розробка, освоєння в серійному виробництві та впровадження в експлуатацію багатоцільової радіовимірювальної апаратури                        | Адащик Вільям Олександрович         | головний інженер Львівського виробничо-технічного об'єднання імені В. І. Леніна |
| Робота «Комплексне етапне хірургічне лікування інфекційного неспецифічного (ревматоїдного) поліартриту»                                      | Скляренко Євген Тимофійович         | доктор медичних наук, професор, керівник клініки Київського науково-дослідного інституту ортопедії                                                                                            |
| Робота «Фракційний метод штучного осіменіння свиней»                                                                                         | Квасницький Олексій Володимирович   | академік АН УРСР \| завідувач лабораторією Полтавського науково-дослідного інституту свинарства                                                                                               |
| Розробка методів прискорення селекційно-насінницької роботи з озимою пшеницею і створення на цій базі високопродуктивного сорту «Одеська 51» | Унтіла Ілля Петрович                | кандидат біологічних наук, заступник директора Молдавського науково-дослідного інституту польових культур                                                                                     |
| Розробка методів прискорення селекційно-насінницької роботи з озимою пшеницею і створення на цій базі високопродуктивного сорту «Одеська 51» | Никифоров Олег Олександрович        | кандидат біологічних наук, старший науковий співробітник Всесоюзного селекційно-генетичного інституту                                                                                         |
| Розробка методів прискорення селекційно-насінницької роботи з озимою пшеницею і створення на цій базі високопродуктивного сорту «Одеська 51» | Долгушин Донат Олександрович        | доктор біологічних наук, дійсний член Всесоюзної академії сільськогосподарських наук імені В. І. Леніна, завідувач лабораторією Всесоюзного селекційно-генетичного інституту, керівник роботи |
| Книга «Серце віддаю дітям», видання 1969 року                                                                                                | Сухомлинський Василь Олександрович  | член-кореспондент Академії педагогічних наук СРСР |
| Розробка фізичних основ керування частотою вимушеного випромінювання і створення комплексу лазерів з частотою, що перестроюється             | Дзюбенко Михайло Іванович           | кандидат фізико-математичних наук, старший науковий співробітник Інституту радіофізики і електроніки Академії наук УРСР                                                                       |
| Розробка фізичних основ керування частотою вимушеного випромінювання і створення комплексу лазерів з частотою, що перестроюється             | Шпак Марат Терентійович             | член-кореспондент АН УРСР, директор Інституту фізики Академії наук УРСР |
| Розробка фізичних основ керування частотою вимушеного випромінювання і створення комплексу лазерів з частотою, що перестроюється             | Резніченко Віолета Яківна           | кандидат фізико-математичних наук, молодший науковий співробітник Інституту фізики Академії наук УРСР                                                                                         |
| Розробка фізичних основ керування частотою вимушеного випромінювання і створення комплексу лазерів з частотою, що перестроюється             | Тихонов Євген Олександрович         | кандидат фізико-математичних наук, старший науковий співробітник Інституту фізики Академії наук УРСР                                                                                          |
| Розробка фізичних основ керування частотою вимушеного випромінювання і створення комплексу лазерів з частотою, що перестроюється             | Кравченко Вілен Йосипович           | кандидат фізико-математичних наук, старший науковий співробітник Інституту фізики Академії наук УРСР                                                                                          |
| Розробка фізичних основ керування частотою вимушеного випромінювання і створення комплексу лазерів з частотою, що перестроюється             | Соскін Марат Самуїлович             | доктор фізико-математичних наук, професор, завідувач відділом Інституту фізики Академії наук УРСР                                                                                             |
| Розробка фізичних основ керування частотою вимушеного випромінювання і створення комплексу лазерів з частотою, що перестроюється             | Бродін Михайло Семенович            | член-кореспондент АН УРСР, завідувач відділом Інституту фізики Академії наук УРСР |
| Розробка фізичних основ керування частотою вимушеного випромінювання і створення комплексу лазерів з частотою, що перестроюється             | Витриховський Микола Іванович       | кандидат фізико-математичних наук, старший науковий співробітник Інституту напівпровідників Академії наук УРСР                                                                                |